# Longvillers
Longvillers település Franciaországban, Calvados megyében. Lakosainak száma 356 fő (2022. január 1.). Longvillers Épinay-sur-Odon, Maisoncelles-Pelvey, Le Mesnil-au-Grain, Les Monts d’Aunay és Seulline községekkel határos.

## Népesség
A település népességének változása:
| Lakosok száma | 221  | 268  | 288  | 326  | 370  | 363  | 360  | 364  | 361  | 356  |
|               | 1968 | 1982 | 1990 | 2006 | 2013 | 2015 | 2017 | 2019 | 2020 | 2022 |